# Amt Gehrden

Wappen

Das Amt Gehrden (gegründet 1843, aufgelöst 1857/58) war ein Amt im Norden des Kreises Warburg im Regierungsbezirk Minden der preußischen Provinz Westfalen mit Sitz in der amtsangehörigen Stadt Gehrden und hatte zum 31. Dezember 1843 3209 Einwohner.

## Geographie
Das Amt Gehrden lag im Westen des Oberen Weserberglandes im südlichen Nethebergland und wurde von dem Fluss Nethe und dem Bach Oese durchflossen.

## Nachbarämter
Die Nachbarämter waren das Amt Dringenberg im Westen, das Amt Brakel im Norden, das Amt Borgentreich im Osten und das Amt Peckelsheim im Süden.

## Geschichte
Das Amt Gehrden ging aus einem der sechs Verwaltungsbezirke des am 18. Oktober 1816 durch Verordnung der Königlichen Regierung in Minden gebildeten Kreises Warburg hervor. Das Gebiet des Kreises Warburg wurde bei der Gründung in Verwaltungsbezirke eingeteilt, an deren Verwaltung zunächst Bürgermeister und/oder Kantonsbeamte beteiligt waren.
Im Rahmen der Einführung der Westfälischen Landgemeindeordnung wurden am Anfang der 1840er-Jahre in der preußischen Provinz Westfalen Ämter eingerichtet. 1843 entstand dabei aus der damals bereits existierenden Bürgermeisterei Gehrden das Amt Gehrden.
Zwischen 1845 und 1852 wechselte die Gemeinde Natingen in das Amt Borgholz.
1857/58 wurde das Amt Gehrden zusammen mit den Gemeinden Altenheerse, Dringenberg, Kühlsen, Neuenheerse und Willebadessen aus dem Amt Dringenberg zum neuen Amt Dringenberg-Gehrden vereinigt.

## Amtsgliederung und Bevölkerung
Das Amt gliederte sich in die acht Gemeinden Auenhausen, Fölsen, Frohnhausen, Gehrden, Hampenhausen, Natingen, Niesen und Siddessen von denen Gehrden das Stadtrecht besaß und auch Verwaltungssitz war.
Die folgende Tabelle zeigt die Gemeinden des Amtes Gehrden mit ihrer Fläche und Einwohnerzahl von 1843:
| Name         | Einwohner | Fläche in km² |
| ------------ | --------- | ------------- |
| Auenhausen   | 154       | 3,79          |
| Fölsen       | 301       | 5,86          |
| Frohnhausen  | 351       | 4,56          |
| Gehrden      | 919       | 15,70         |
| Hampenhausen | 119       | 4,03          |
| Natingen     | 361       | 6,06          |
| Niesen       | 633       | 12,24         |
| Siddessen    | 371       | 7,80          |
| Amt Gehrden  | 3.209     | 60,04         |